# Pandemia di COVID-19 in Georgia
Il primo caso della pandemia di COVID-19 in Georgia è stato segnalato il 26 febbraio 2020 a Tbilisi, era un uomo tornato nel paese dopo essere stato in Azerbaigian e Iran.
Il 5 maggio 2023, l'Organizzazione mondiale della sanità dichiara ufficialmente la fine della pandemia.

## Cronologia

### Febbraio
Tutti i voli da Wuhan e dalla Repubblica Popolare Cinese in generale per l'aeroporto internazionale di Tbilisi sono stati cancellati fino al 27 gennaio. Il ministero della Salute ha annunciato che tutti i passeggeri in arrivo dalla Cina sarebbero stati sottoposti a esami. La Georgia ha anche temporaneamente chiuso tutti i voli per Iran.
Il 26 febbraio, Georgia ha confermato il suo primo caso COVID-19. Un uomo di 50 anni, tornato in Georgia dall'Iran, è stato ricoverato all'ospedale per malattie infettive di Tbilisi. È tornato al confine georgiano attraverso l'Azerbaigian in taxi.
Il 28 febbraio, la Georgia ha confermato che una donna georgiana di 31 anni che si era recata in Italia è risultata positiva ed è stata ricoverata all'ospedale per malattie infettive di Tbilisi.
Altri 29 sono tenuti in isolamento in un ospedale di Tbilisi, e il capo del Georgia Center for Disease Control, Amiran Gamkrelidze, ha detto che c'è "un'alta probabilità" che alcuni di loro hanno il virus.

### Marzo
Il 5 marzo, cinque persone sono risultate positive al nuovo coronavirus COVID-19 in Georgia, portando a nove il numero totale di persone infette nel paese. Lo ha annunciato il direttore del Georgia National Center for Disease Control, Amiran Gamkrelidze, nel recente briefing tenutosi in giornata. Ha detto che le cinque persone appartengono allo stesso gruppo che hanno viaggiato insieme in Italia e sono tornate in Georgia domenica.
Il 12 marzo, il presidente Salomé Zourabichvili, in un'apparizione televisiva, ha chiesto calma e unità.
Al 15 marzo, 33 casi sono stati confermati, 637 sono stati tenuti in quarantena e 54 sotto supervisione ospedaliera.
Il 16 marzo, il portavoce del governo della Georgia Irakli Chikovani ha annunciato misure e raccomandazioni speciali. Il governo della Georgia ha vietato a qualsiasi cittadino straniero di entrare in Georgia per le successive due settimane. Il Consiglio di coordinamento ha raccomandato a tutti i cittadini anziani della Georgia di evitare le riunioni di massa e di isolarsi. Il governo raccomanda anche caffè, ristoranti e bar per offrire ai clienti il servizio di asporto.10 33 casi di coronavirus sono stati confermati in Georgia, 637 persone rimangono in quarantena e 54 persone sono sotto controllo medico diretto negli ospedali entro il 16 marzo. Il governo ha trasmesso un SMS speciale a tutti i telefoni in Georgia per informare la popolazione su misure e raccomandazioni.

### Maggio
Il 7 maggio, il primo ministro Giorgi Gakharia ha annunciato che la Georgia aprirà le sue frontiere ai cittadini stranieri il 1º luglio. Lo stato di emergenza continua fino al 22 maggio.